# ريتشارد تايلور (سياسي كندي)
ريتشارد تايلور هو سياسي كندي، ولد في 13 يناير 1915 في تيميسكيمينج شورز في كندا، وتوفي في 7 أبريل 1991 في برمودا في المملكة المتحدة. حزبياً، نشط في حزب أونتاريو المحافظ التقدمي. وقد انتخب عضو برلمان مقاطعة أونتاريو عن دائرة تيميسكامينغ ‏ (25 سبتمبر 1963 – 5 سبتمبر 1967).